# Plionoma rubens
Plionoma rubens är en skalbaggsart som först beskrevs av Thomas Casey 1891.  Plionoma rubens ingår i släktet Plionoma och familjen långhorningar. Inga underarter finns listade i Catalogue of Life.